# 韋述
韋 述（い じゅつ、生年不詳 - 757年）は、唐代の官僚・歴史家。本貫は京兆府万年県。

## 経歴
房州刺史の韋景駿の子として生まれた。若くして聡明俊敏で、篤く文学に志した。その家には書2000巻があり、韋述が児童のときにすべて読んで記憶していた。景龍年間、景駿が肥郷県令となると、韋述は父に従って任地に赴いた。洺州刺史の元行沖は景駿のおばの子であり、当時の大儒であった。韋述はその書斎に上がりこむと、寝食を忘れて書物を読みふけった。元行沖は「これわが外家の宝なり」と評した。韋述は進士に及第し、関中に入ると、考功員外郎の宋之問に面会して、『唐春秋』30巻を編纂していることを伝えた。宋之問は韋述の才能を司馬遷・班固にたとえた。
開元5年（717年）、韋述は櫟陽県尉となった。秘書監の馬懐素が宮中の秘閣の図書目録を作成するよう玄宗に命じられた。韋述は元行沖・斉澣・王珣・呉兢らとともにその編纂事業に参加した。開元6年（718年）、馬懐素が死去すると、元行沖が代わって事業をつかさどり、5年をかけて200巻の目録を完成した。韋述は系譜学を好み、先だって柳沖編纂の『姓族系録』200巻があったが、これを補うものとして、『開元譜』20巻を編纂した。
韋述は右補闕に転じた。中書令の張説が集賢院の事務を専らとするようになると、韋述は召し出されて集賢院直学士となり、起居舎人に転じた。開元18年（730年）、知史官事を兼ねた。学士・知史官事のまま、屯田員外郎・職方郎中・吏部郎中を歴任した。開元27年（739年）、国子司業に転じ、知史事を辞した。まもなく再び史職を兼ね、集賢院学士をつとめた。天宝初年、太子右庶子・太子左庶子を歴任し、銀青光禄大夫の位を加えられた。天宝9載（750年）、充礼儀使を兼ねた。この年、工部侍郎に転じ、方城県侯に封じられた。
韋述は書府にあること40年、史職にあること20年、『国史』112巻および『史例』1巻を編纂した。天宝末年、安禄山の乱が起こり、長安と洛陽が反乱軍の手に落ちて、玄宗が蜀に蒙塵すると、韋述は『国史』を抱えて南山に隠した。韋述の経籍や資産はそのほとんどが焼かれてなくなってしまった。韋述は反乱軍に捕らえられ、燕の官を受けた。至徳2載（757年）、長安・洛陽が奪回されると、韋述は反乱に与した罪で、渝州に流された。刺史の薛舒による辱めを受け、絶食して死去した。広徳2年（764年）、甥の蕭直が『国史』が残存していることを上奏し、韋述の功績を訴えたため、右散騎常侍の位を追贈された。
韋述の編著には、上記のほか『唐職儀』30巻・『高宗実録』30巻・『御史台記』10巻・『両京新記』5巻があった。

## 伝記資料
- 『旧唐書』巻102 列伝第52
- 『新唐書』巻132 列伝第57